# Команча
Команча, (пол. Komańcza) — лемківське село в Польщі, у гміні Команча Сяноцького повіту Підкарпатського воєводства.
Населення — 893 особи (2011).

## Розташування
Команча розташоване у південно-східній частині Польщі, між Низькими Бескидами та Західними Бещадами в долині Ославиці при впадінні Барбарки, недалеко кордону з Словаччиною, приблизно 30 кілометрів на південь від Сянока.

## Історія
Перша згадка в писаних джерелах з 1512 р. як про село Команича пол. Komanycza, засноване сяніцьким старостою Міхалом (Михайлом) Каменецьким за волоським правом.
У листопаді 1918 р. Команча стала центром Команчанської республіки — квазі-державного утворення, що об'єднало під гаслом єдиної української національної та державної ідеї майже 30 сіл.

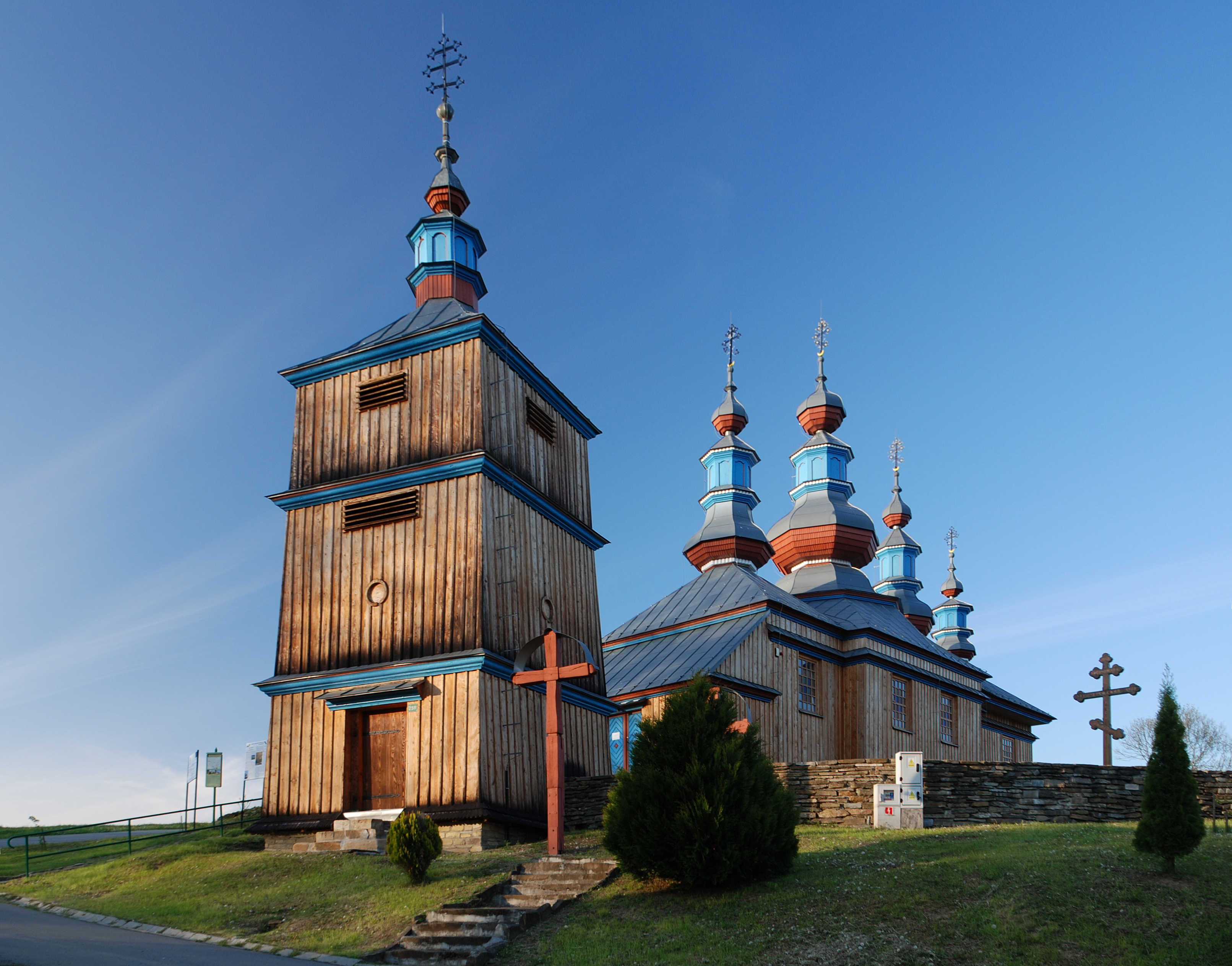
Православна церква в Команчі

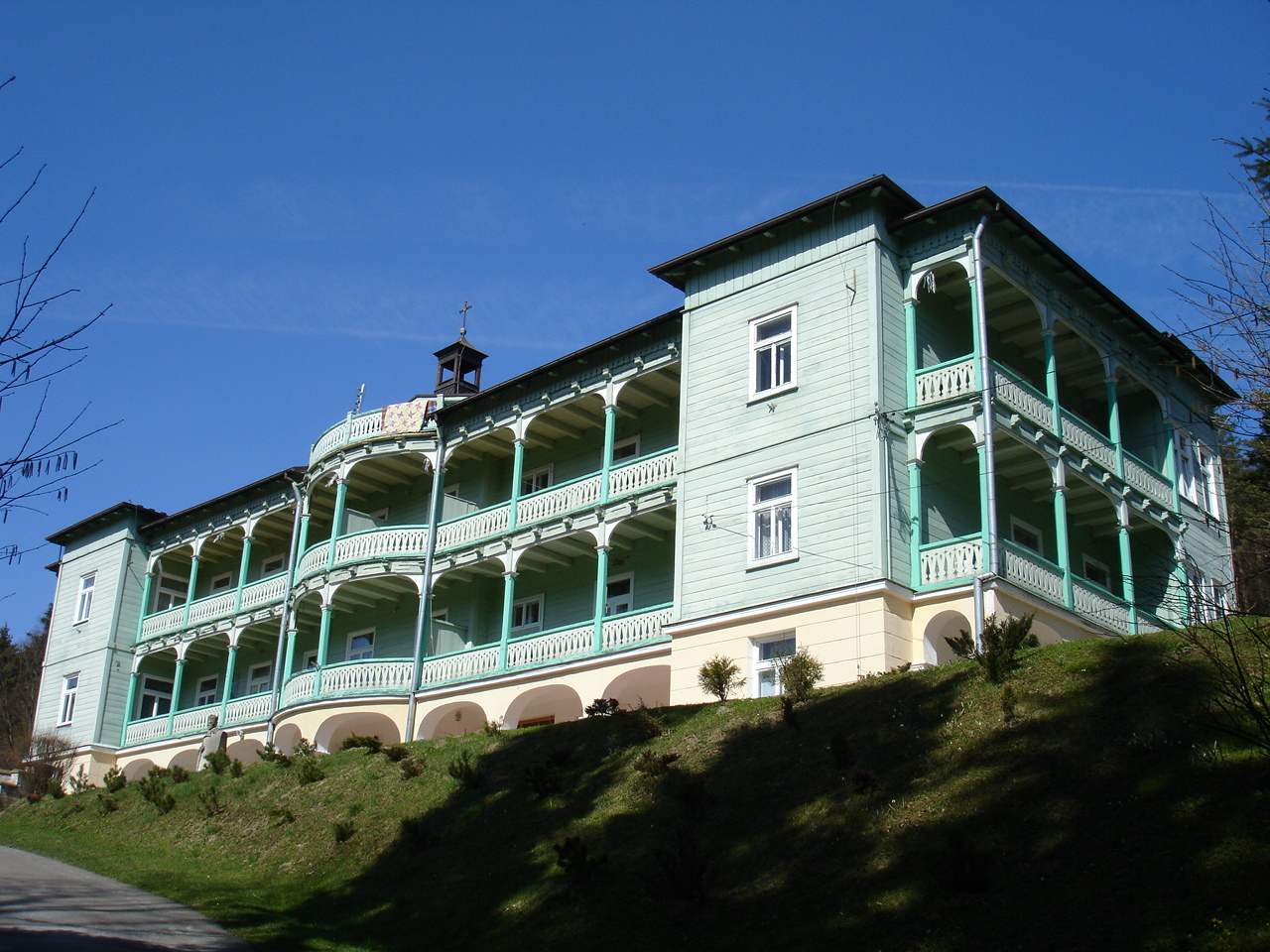
Монастир (кляштор) Римо-католицького Ордену Сестер Святої Родини з Назарету в селі Команча

В 1939 р. в селі було переважно лемківське населення: з 1280 жителів села — 1050 українців, 160 поляків (прибульці-нехлібороби) і 70 євреїв.
Під час Другої світової війни в селі діяла делегатура Українського допомогового комітету.
25 березня 1946 р. відділ УПА «У-1», у рамках протидії депортації, спалив у Команчі станицю МО, двір, молочарню, будинки залізниці, 5 мостів, 3 вілли. Було вбито 3 особи польської національності. Під час акції «Вісла» депортовано 353 особи. Не виселено 171 осіб української національності — працівників залізниці, та 97 місцевих поляків. Після 1947 р. Команча була єдиним селом, де не було зліквідовано греко-католицької парафії.
Починаючи від 1948 р., до Команчі, яка зберегла за собою статус ґмінного центру, стали прибувати польські поселенці, а від 1956 р. також українці, що поверталися із західних земель. У 1963 р. у селі створено православну парафію. У 1988 р. посвячено нову греко-католицьку церкву. З деякими перервами існував тут гурток УСКТ та фольклорний ансамбль.
У 1975—1998 роках село належало до Кросненського воєводства.

## Населення
У 1921 році село з переважно українським населенням нараховувало 143 хат та 892 осіб, з яких:
- греко-католики — 728,
- римо-католики — 90,
- євреї — 74.

Місцеві цигани мешкали на самостійній вуличці, займались ковальством та музикою.

## Демографія
Демографічна структура станом на 31 березня 2011 року:
|          | Загалом | Допрацездатний вік | Працездатний вік | Постпрацездатний вік |
| -------- | ------- | ------------------ | ---------------- | -------------------- |
| Чоловіки | 434     | 80                 | 311              | 43                   |
| Жінки    | 459     | 70                 | 275              | 114                  |
| Разом    | 893     | 150                | 586              | 157                  |

## Культурні пам'ятки

### Церковні споруди
- дерев'яна православна церква збудована на місці старішої дерев'яної церкви з 1802 року в східнолемківському стилі, яка згоріла 13.09.2006 року
- греко-католицька церква з 1985—1988 рр.
- дерев'яний римо-католицький костел св. Йосифа з 1949—1950 рр.
- монастир назаретанок з 1928 року з пам'ятною кімнатою кардинала Стефана Вишинського, якого тут комуністичний режим інтернував

### Інші культурні пам'ятки
- у будинку № 147 була приватна галерея лемківських кроїв пані Дарії Боївки. Народна майстриня сама виготовляла одежу за старими лемківськими взорами та відвідувічам розказуавла про різні зібрані екземплярі до часу, коли захворіла у похилому віці.